# Ирландия на летних Олимпийских играх 1984
Ирландия на летних Олимпийских играх 1984 заняла 33-е место в общекомандном медальном зачёте, получив 1 серебряную медаль.

## Медали
Серебро
- Джон Трейси[англ.] в марафоне (мужчины)

## Состав сборной
Сборная состояла из 42 спортсменов: 28 мужчин и 14 женщин. Они соревновались в 10 видах спорта: плавание, стрельба, стрельба из лука, дзюдо, конный спорт, парусный спорт, гребля на байдарках и каноэ, велоспорт, бокс, лёгкая атлетика.
Самой младшей участницей сборной была 18-летняя пловчиха Кэрол-Энн Хэви, самым старшим участником был 44-летний стрелок Рой Магоуэн.

## Результаты

### Стрельба из лука
Женщины
- Хэйзел Грин[4]  — 2440 очков (→ 20 место)
- Мэри Вон[5] — 2298 очков (→ 39 место)

### Гребля на байдарках и каноэ
Мужчины
Иэн Прингл на одиночной байдарке участвовал на дистанциях 500 м и 1000 м.